# Inverz közlegelő
Az inverz közlegelő kifejezést a közgazdaságtanban a közlegelők tragédiája ellentéteként használják. Ebben az esetben egyének vagy közösségek járulnak hozzá a társadalmi jólét növeléséhez saját erőfeszítéseikkel, ahelyett hogy az erőforrásokat saját céljaikra használnák fel. Az inverz közlegelő egyik példája a Linux operációs rendszer, vagy maga a Wikipédia.
A jelenség másik elnevezései a „közlegelők komédiája” vagy „közlegelők bőségszaruja”.

## Lásd még
|                  | Tulajdonjog               | Közös tulajdon vagy tulajdonjogok hiánya |
| ---------------- | ------------------------- | ---------------------------------------- |
| Negatív eredmény | A magánlegelők tragédiája | A közlegelők tragédiája                  |
| Pozitív eredmény | normális gazdaság         | Inverz közlegelő                         |